# Собор Успения Пресвятой Богородицы на Крутицах
Собор Успения Пресвятой Богородицы на Крутицах (Малый Успенский собор, Богородицкая церковь; Успенская церковь) — православный храм в Таганском районе Москвы, на территории Крутицкого подворья. Относится к Покровскому благочинию Московской городской епархии.

## История

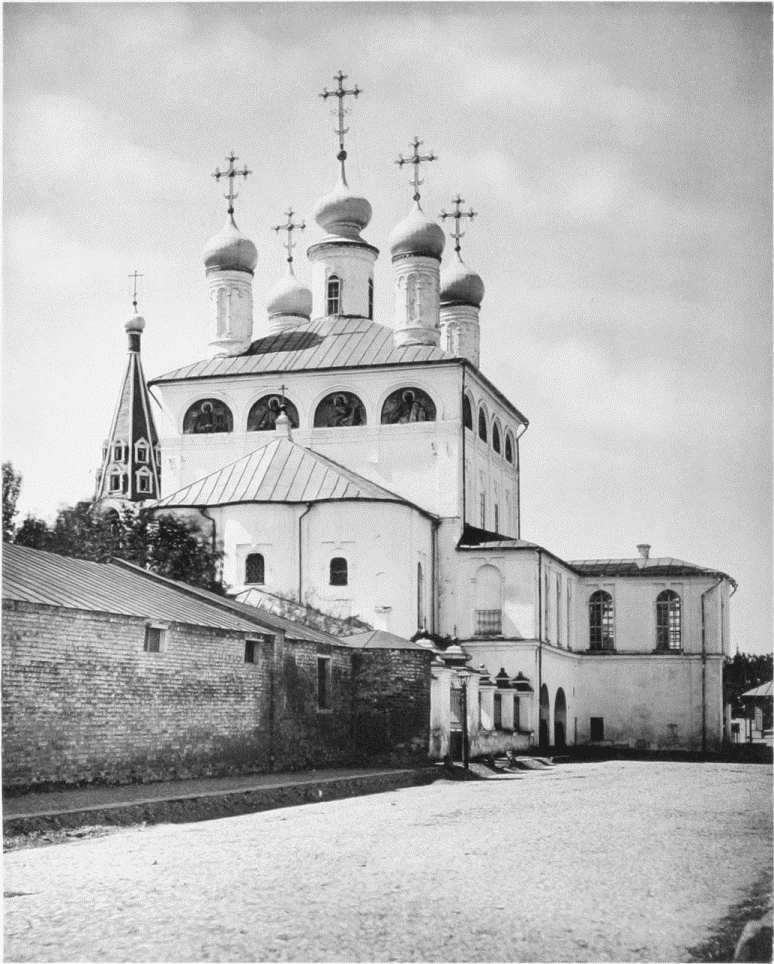
Собор Успения Пресвятой Богородицы на Крутицах, 1882 год. (фото Николая Найденова)

Когда в 1454 году в Крутицкий монастырь прибыл епископ Сарайский Вассиан, в Крутицах уже существовал каменный храм во имя святых апостолов Петра и Павла. В 1516 году этот храм был перестроен и переосвящен во имя Успения Божьей Матери, получивший в отличие от Успенского собора в Кремле название Крутицкий Малый Успенский собор. В 1612 году, когда кремлёвские соборы были захвачены поляками, Малый Успенский собор был фактически кафедральным храмом московского православия.
При митрополите Павле III были возведены Митрополичьи палаты — дворец Крутицких митрополитов. Примыкавший к Митрополичьей палате подклет бывшего Успенского собора в 1672—1675 годах был превращен в парадную Крестовую палату (приёмная митрополита), Никольский же придел стал домовой церковью крутицких иерархов.
В 1682 году было начато строительство нового каменного здания соборной церкви с двумя престолами: Петра и Павла (нижним, зимним) и верхним — в честь Успения Богородицы. Закончилось строительство в 1689 году, освящен собор был в 1699 году, в главный Успенский престол (верхний летний храм) был достроен лишь в 1700 году.
В 1895 году был добавлен придел во имя Сергия Радонежского.

### в XX веке
В 1920 году храм был закрыт, митрополичья усыпальница уничтожена. Здание перестроили под жилые помещения общежития, настенную живопись закрасили.
В 1960—1980 собор использовался как производственное помещение Всероссийского общества охраны памятников истории и культуры, с 1990 — как филиал Исторического музея «Крутицкое подворье».
В 1993 возобновились богослужения в нижнем храме. В верхнем храме в настоящее время заканчивается реставрация.

## Архитектура
Старый, одноэтажный храм был одноглавым четырёхстолпным, с подклетом (первый этаж), с крещатыми сводами, с притвором, с трёхчастной апсидой и верхним приделом во имя святителя Николая.
Новый собор получил 4-скатное покрытие, завершавшееся ярусом декоративных кокошников и традиционным пятиглавием. В ансамбль собора входят колокольня с шатровым завершением, западный притвор с двумя шатровыми крыльцами и боковые галереи, протянутые к митрополичьему дворцу в 1694 году. Высота собора — 29 м (до подкрестного яблока). Всё, даже луковичные главки, сделано из красного кирпича.

## Галерея

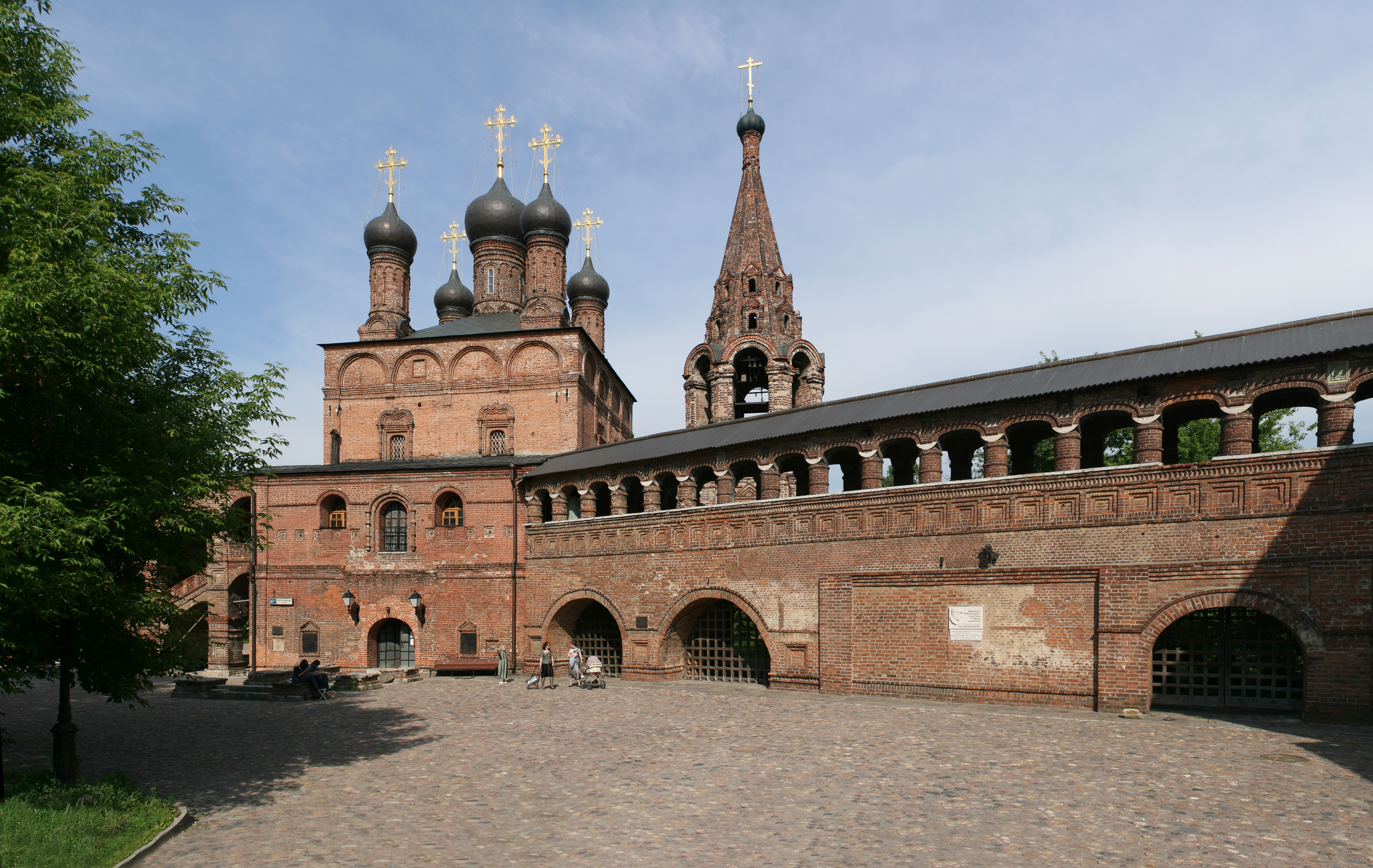
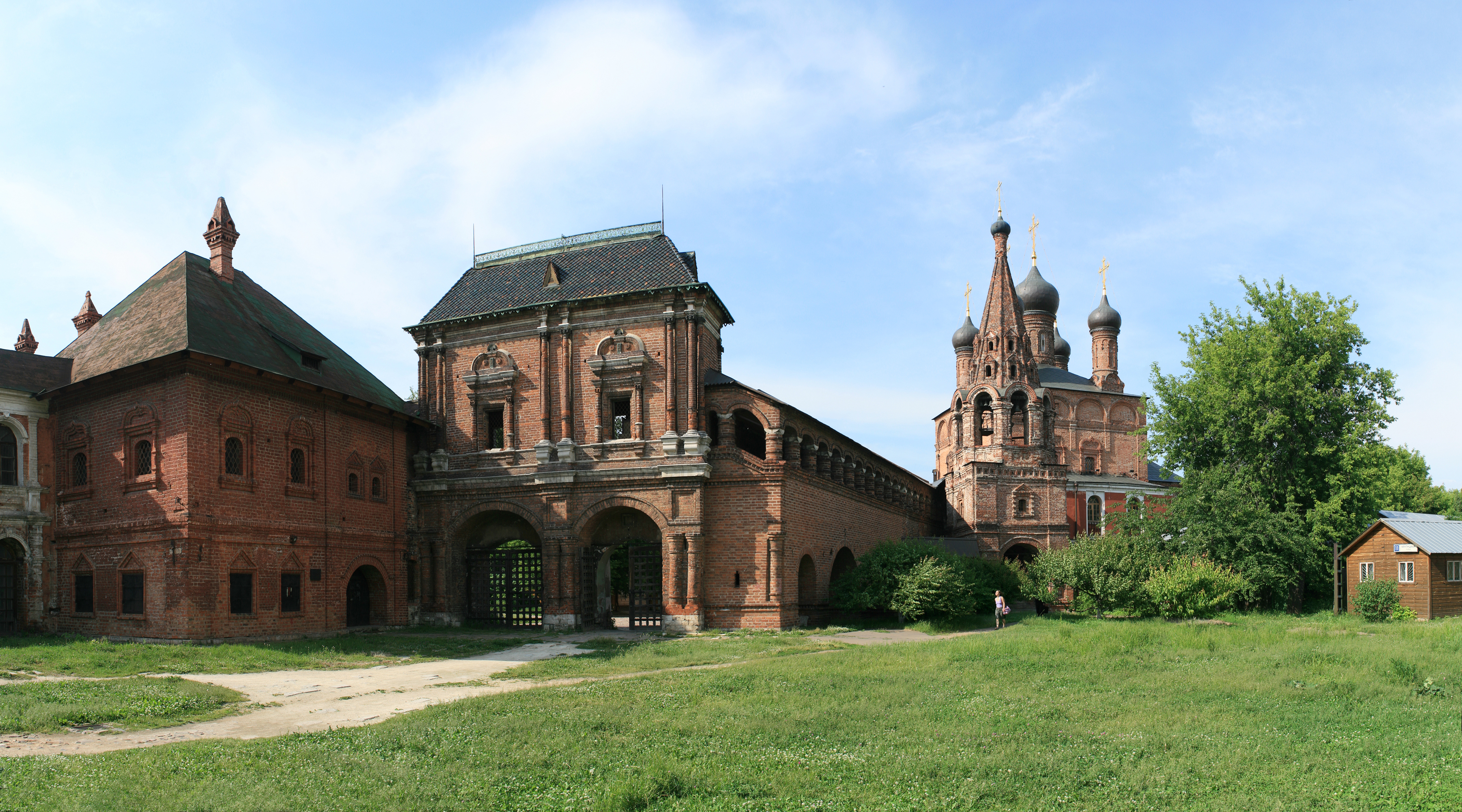
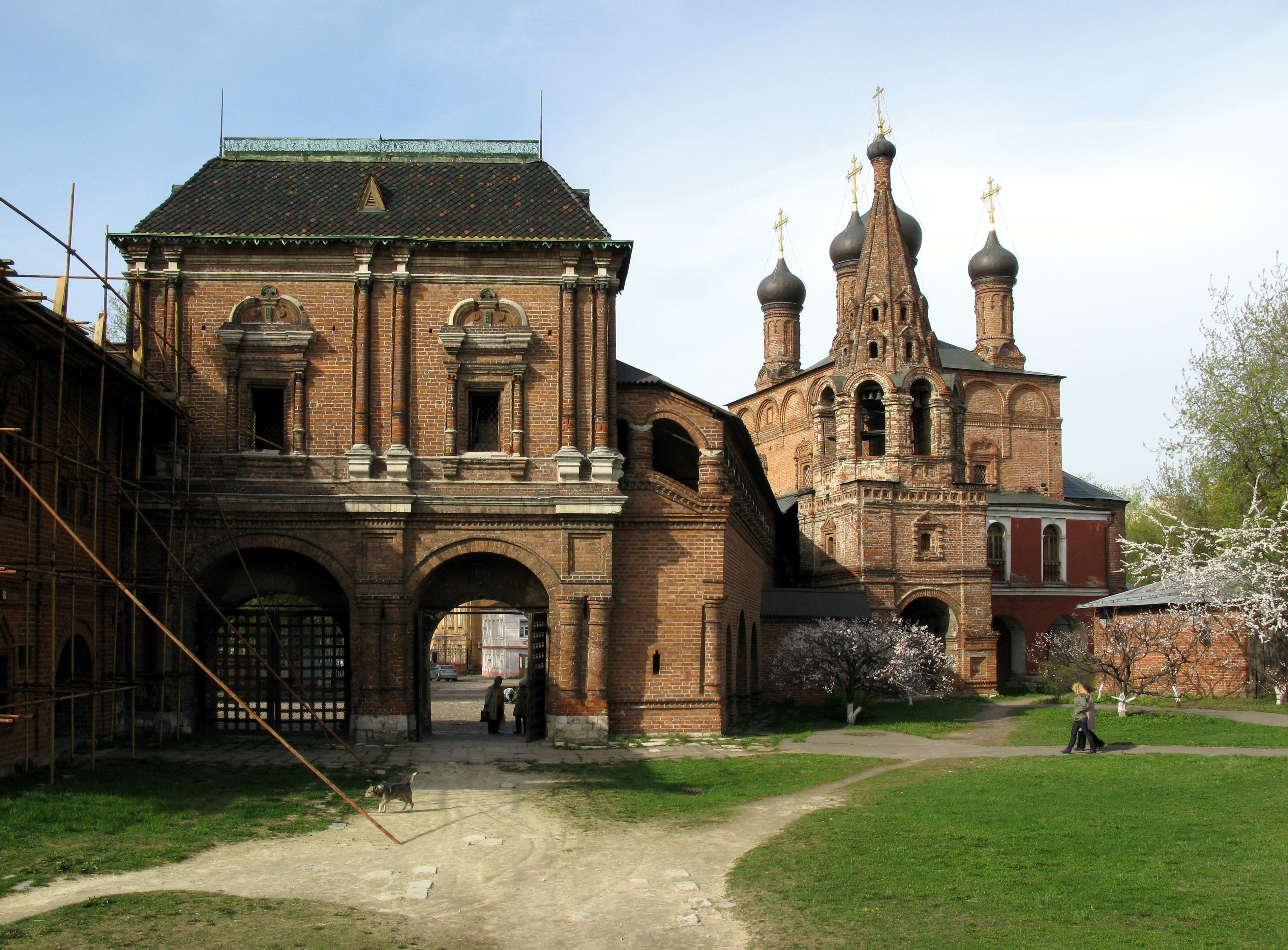
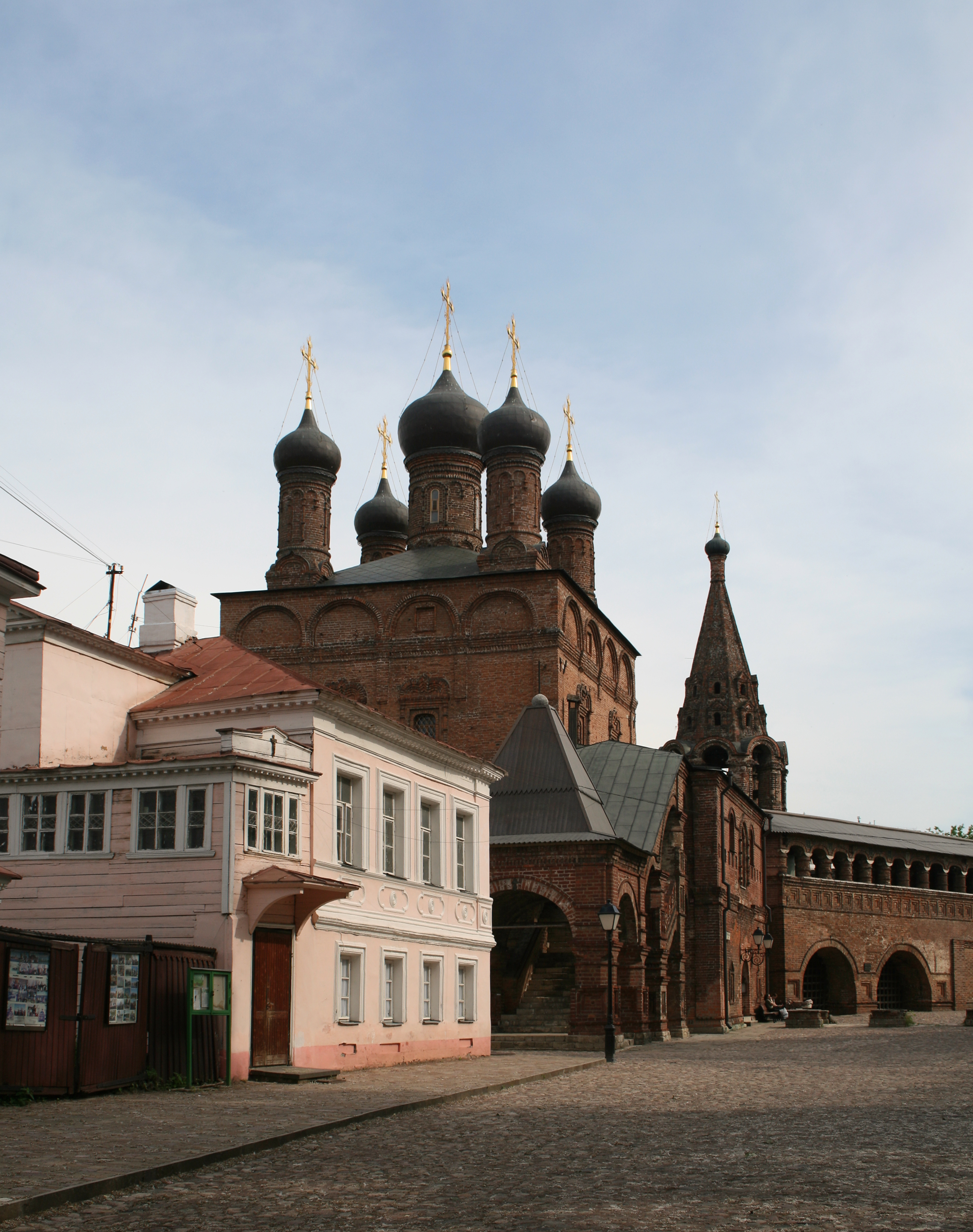
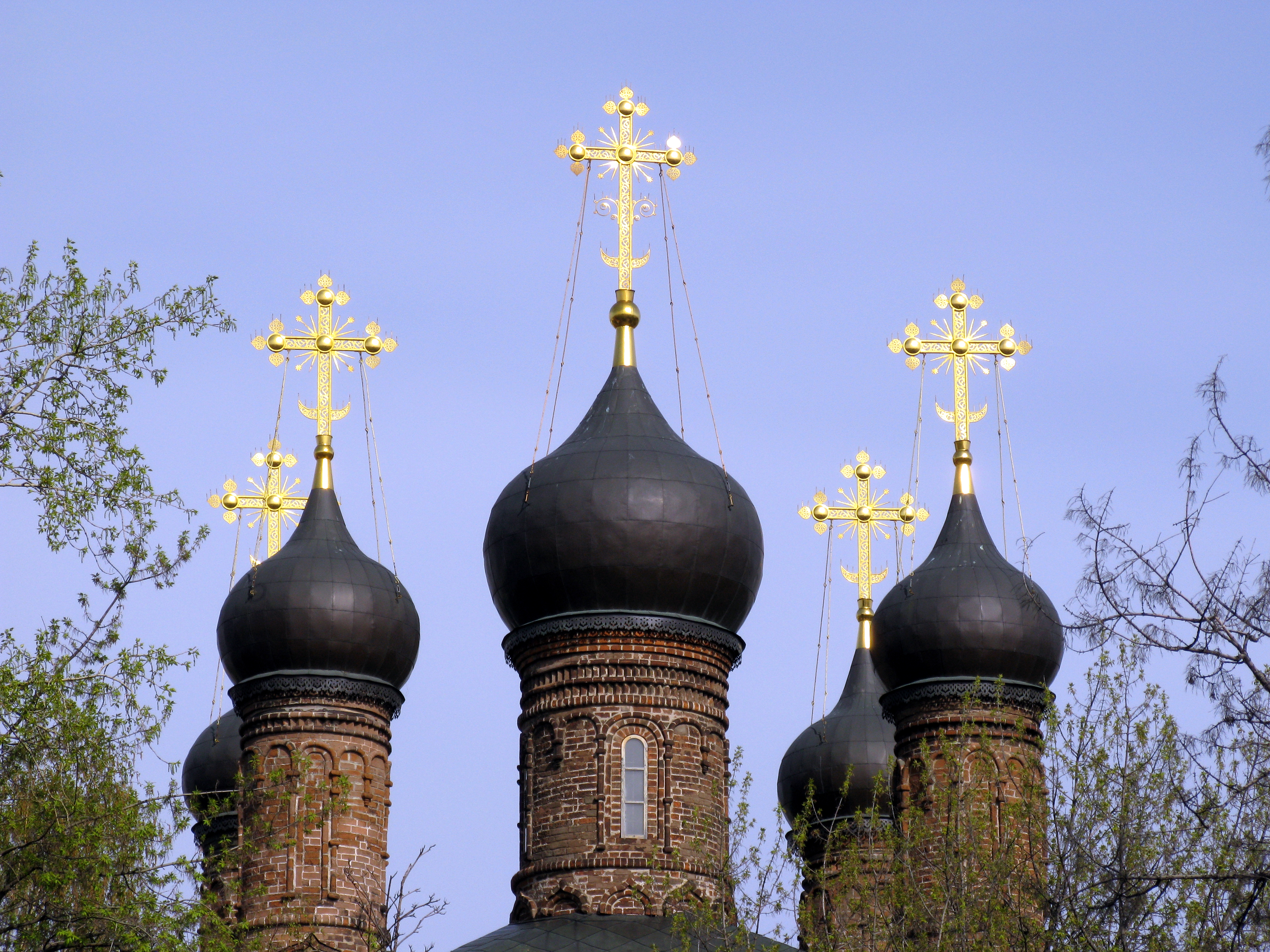